# Сельское поселение «Боржигантай»
Сельское поселение «Боржигантай» (бур. Бооржогонтын hомон) — муниципальное образование в составе муниципального района «Могойтуйский район» Агинского Бурятский округа в Забайкальском крае Российской Федерации.
Административный центр сельского поселения — село Боржигантай.
Территория — 3281 га. Представляет собой равнины и плоскогорья.
Глава сельского поселения — Бузов Сергей Петрович. Председатель Совета поселения — Аникеенко Владимир Федорович.
По территории поселения проходит автомобильная дорога местного значения «Могойтуй-Боржигантай».

## Население
Население на 1 января 2007 года составляет 1084 человек.
| 2010 | 2011 | 2012 | 2013 | 2014 | 2015 | 2016 |
| ---- | ---- | ---- | ---- | ---- | ---- | ---- |
| 1003 | ↘999 | ↘982 | ↘968 | ↘939 | ↘926 | ↘909 |
| 2017 | 2018 | 2019 | 2020 | 2021 |      |      |
| ↘884 | ↘868 | ↘852 | ↘833 | ↘643 |      |      |

## Почтовый адрес
687434, Забайкальский край, Агинский Бурятский округ, Могойтуйский район, с. Боржигантай